# Фальстер
Фа́льстер (дан. Falster) — острів у Балтійському морі, регіон Зеландія, Данія. Населення острова площею 514 км² становить 43530 осіб. Третина населення острова мешкає в місті Нюкебінґ Фальстер.

## Туризм

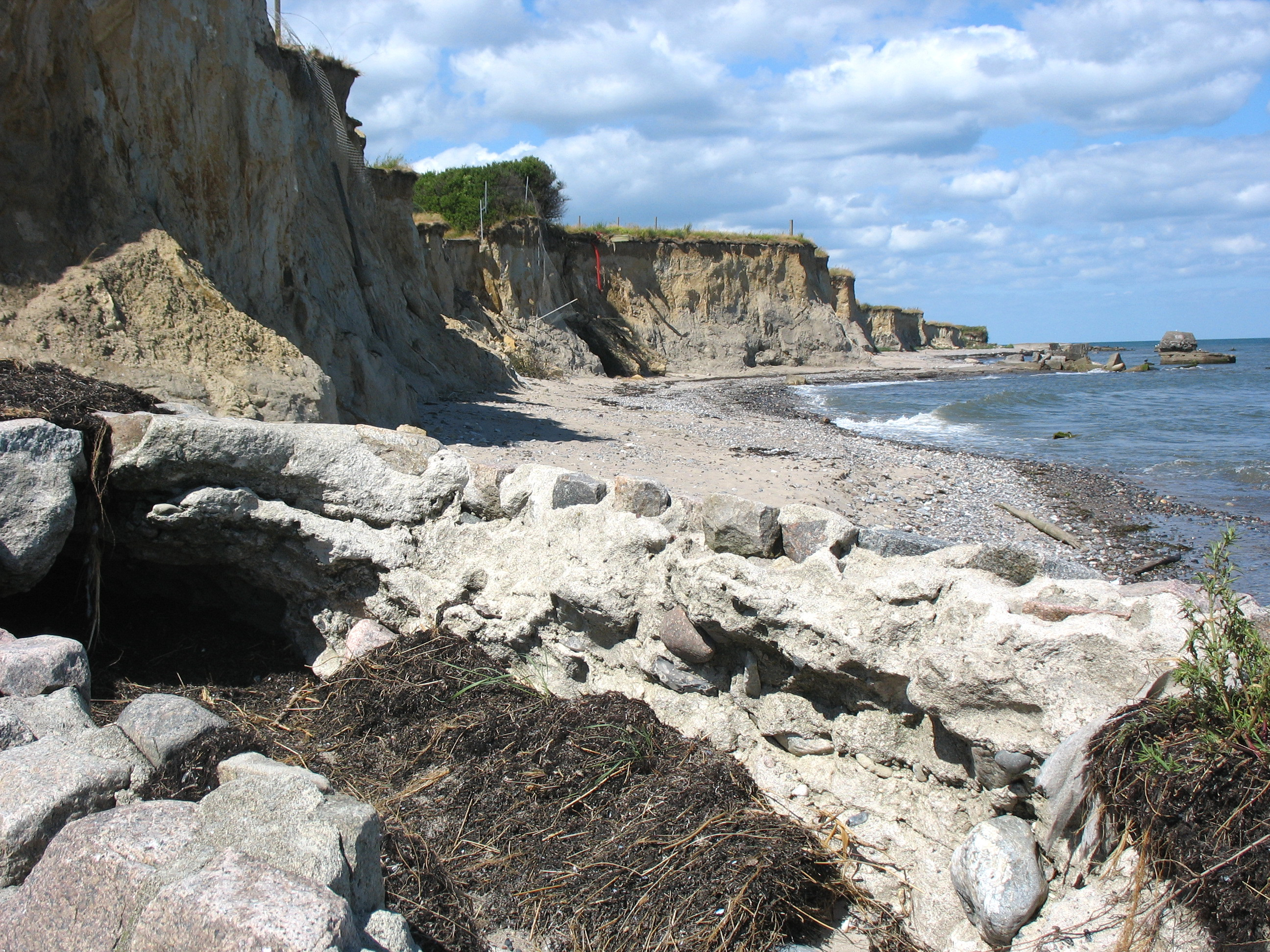
Гедсер Одде — найпівденніша точка острова та усієї Данії

На острові біля міста Нюкебінґ Фальстер знаходиться «Центр Середньовіччя» .

## Транспорт
Острів Фальстер з'єднаний з островом Зеландія Сторстремським мостом через острів Маснеде. Через маленький острів Фаре пролягає ще один міст на острів Зеландія — Фареський міст. По цьому мосту пролягає Європейський маршрут Е47 з Гамбурга до Копенгагена.
З островом Лолланн острів пов'язують два автомобільних, один залізничний міст, а також автомобільний тунель.
На півдні острова, у місті Гедсер існує поромна переправа до міста Росток, Німеччина.